# Jim Cornette
Jim Cornette, właśc. James Mark Cornette (ur. 17 września 1961 w Louisville) – amerykański menadżer wrestlerów, komentator gal wrestlingu i podcaster, wieloletni menadżer Midnight Express założyciel organizacji Smokey Mountain Wrestling i współzałożyciel Ohio Valley Wrestling.

## Życiorys
James Mark Cornette urodził się 17 września 1961 roku w Louisville w stanie Kentucky.
Interesował się pro wrestlingiem od dziewiątego roku życia, kiedy po raz pierwszy zobaczył w telewizji galę pro wrestlerską. Wspominał, że brali w niej udział między innymi Bruiser i Crusher. Czytał czasopisma o pro wrestlingu, takie jak The Wrestler i Inside Wrestling. Przychodził jako widz na gale organizowane przez Christine Jarrett na arenie Louisville Gardens w Louisville. W wieku 14 zatrudnił się tam jako fotograf, a z czasem zaczął wykonywać inne zadania związane z pokazami wrestlingu. Przed 1983 rokiem zdobył już lokalne uznanie jako keyfabe'owy menedżer wrestlerów.
Do 1984 roku pracował w Mid-South Wrestling. Był menedżerem tag teamu The Galaxians (Ken Wayne i Danny Davis), a później Midnight Express (Bobby Eaton i Dennis Condrey), z którym związany był przez dużą część swojej kariery. Wielokrotnie był też komentatorem.
W czasie pracy w Mid-South Wrestling wyrobił swój unikatowy styl i osobowość heela. Starał się być nieznośny dla publiczności. Początkowo nosił jaskrawo różowe lub purpurowe garnitury. Jego charakterystycznym atrybutem stała się rakieta tenisowa. Oszukiwał w czasie walk na korzyść Midnight Express i szydził werbalnie z przeciwników. Został mu nadany pseudonim The Louisville Slugger.
W grudniu 1984 roku razem z Midnight Express przeniósł się do organizacji World Class Championship Wrestling i poprowadził drużynę do wygrania mistrzostwa NWA World Tag Team Championship.
W 1991 roku założył własną organizację wrestlingu Smokey Mountain Wrestling. Istniała ona 2 lata i w tym czasie wypromowała takich wrestlerów jak Chris Jericho, Lance Storm, Bob Holly, czy Glenn Jacobs.
W 1993 roku zaczął pracować w World Wrestling Federation (WWF). Wciąż był menadżerem Midnight Express, ale pod jego opieką w różnych okresach byli także między innymi Yokozuna, British Bulldog, Owen Hart, Big Van Vader. W 1996 roku został wprowadzony do Wrestling Observer Newsletter Hall of Fame. W 1997 roku został konferansjerem w WWF.
W 1999 roku pomógł założyć Ohio Valley Wrestling – organizację wrestlingu, która stała się terytorium rozwojowym World Wrestling Entertainment (WWE). Pracował w niej jako booker, a w czerwcu 2007 roku sprzedał swoje 50% udziałów Vince’owi McMahonowi, właścicielowi WWE.
Po 2005 roku pracował, odtwarzając swoją postać na galach organizacji Ring of Honor i Total Nonstop Action, w której wcielał się w postać przedstawiciela zarządu organizacji. Również w 2005 roku został wprowadzony do National Wrestling Alliance.
W 2012 roku został wprowadzony do Professional Wrestling Hall of Fame and Museum.
W czasie swojej kariery wielokrotnie sam brał udział w walkach wrestlierskich, choć nigdy nie był traktowany jako profesjonalny wrestler. Swoje ostatnie dwie walki stoczył 27 lutego i 26 marca 2016 roku w Big Time Wrestling, obie przegrał i obie były przeciwko Baby Doll, z którą rywalizował już w latach 80. XX wieku.
Pod koniec 2017 roku ogłosił, że nie zamierza już pracować jako menadżer wrestlerów. W tym samym roku wprowadził The Rock ’n’ Roll Express do WWE Hall of Fame.
W listopadzie 2018 roku uruchomił swój podcast na temat pro wrestlingu, który na portalu YouTube zdobył ponad 400 tysięcy subskrypcji.
W 2019 roku został zatrudniony jako komentator w National Wrestling Alliance. 20 listopada 2019 roku został zwolniony. Jako powód organizacja podała obraźliwe uwagi w czasie walki Nicka Aldisa i Trevora Murdocha.